# Microchilus familiaris
Microchilus familiaris är en orkidéart som beskrevs av Paul Ormerod. Microchilus familiaris ingår i släktet Microchilus och familjen orkidéer. Inga underarter finns listade i Catalogue of Life.